# III. Kelemen pápa
III. Kelemen (Róma, 1130 körül – Róma, 1191. március 20.) volt Szent Péter trónján a katolikus egyház történetének 174. pápája. Kelement az utókor gyakran egy kategóriába sorolja a III. Sándor és III. Ince között uralkodó öt egyházfővel, akik mindannyian rövid ideig tölthették be hivatalukat, és éppen ezért jellemző volt rájuk, hogy nem tudták megoldani a pápaság akkori gondjait. Azonban Kelemen a többiektől kissé eltér, ugyanis elődeihez viszonyítva igen jelentős tettek fűződnek pontifikátusához. A legtöbb súlyos problémát sikerrel simította el. Ezért aztán sokan úgy vélik, hogy Kelemennek nem a pápai feladatai voltak figyelemreméltók, hanem sokkal inkább politikai szerepvállalása.

## Élete és pályája kezdetén
Rómában született Paolo Scolari néven. Családjáról, származásáról nem sokat őrzött meg a történetírás, de ez érthető is, hiszen Paolo fiatalságának idején tört ki először a római nemesek pápaellenes felkelése. A zavaros politikai helyzetben Paolo szülei úgy döntöttek, hogy az egyetlen biztosnak tűnő helyre küldik gyermeküket, amely az egyház volt. Paolo végigjárta a ranglétra szinte minden fokát. A Santa Santa Maria Maggiore-bazilika papjaként szentelték fel, majd 1180 körül III. Sándor pápa felszentelte Palestrina bíborosává.

## A politikus pápa
VIII. Gergely kevesebb mint két hónapos regnálása után a klérus valamelyest biztonságban érezhette magát, hiszen a nyugodt és békeszerető Gergely pápa elhárította a háború veszélyét. Azonban szükség volt egy olyan egyházfőre, aki pontot tesz a római zavargásokra, békét köt a Német-római Birodalommal és ugyanakkor hatásosan tud érvelni egy újabb keresztes hadjárat mellett. A konklávé 1187. december 19-én, két nappal Gergely halála után egyhangúlag választotta meg Paolot pápának, aki felvette a III. Kelemen uralkodói nevet.
Elsőként Róma városának helyzetét kellett megoldania. Mivel ő maga is római származású volt, jól ismerte a város politikai vonalait, és a rómaiak is szívesebben fogadták tanácsait, javaslatait. Róma városa ugyanis időközben rádöbbent, hogy nemzetközi elismertség nélkül nem tud megállni a lábán, mint független köztársaság. Ezért a városnak szüksége volt a pápákra, akin keresztül európai hatalmi tényezőkké válhattak. Egy korabeli szerző úgy fogalmazott, hogy Róma nem tud élni a pápa nélkül, de a pápával sem. 
Kelemen átlátta, hogy a város szenátusának nagyobb szüksége van rá, mint neki az örök városra, ezért óvatosan, de ő akart diktálni. Kikötötte, hogy csak akkor hajlandó tárgyalni, ha a római nemesség elismeri a pápák szuverenitását és visszaszolgáltatja javadalmait. Miután ez megtörtént Kelemen biztosította a római nép azon jogát, miszerint hivatalnokaikat maguk választhatják, de a város kormányzóját a pápa jelöli ki. A szerződés aláírása után közel ötven év után a pápa zavartalanul, fegyverek nélkül vonulhatott be Rómába 1188 februárjában.
A helyreállt lateráni palotából Kelemen igyekezett minél nagyobb erőket mozgósítani a VIII. Gergely által meghirdetett harmadik keresztes háborúhoz. A keresztesek harmadik hadjáratának valódi megindítója ő volt. 1189 áprilisában Strasbourgban Kelemen békét kötött Barbarossa Frigyes császárral, amely ugyan nem rendezte az 1177-es béke óta függőben lévő kérdéseket, de kikötötte a két hatalom együttműködését. A béke nagyrészt a keresztes háborúk miatt köttetett meg ilyen gyorsasággal. Frigyes ugyanis személyesen vezetett sereget a Közel-Keletre. A pápai levelek és követek sikerrel jártak II. Fülöp Ágost francia király és II. Henrik angol király udvarában is. Kelemen buzdítására hatalmas keresztény sereg vette útját a Szentföld felé 1189-ben.
1188. március 13-án Kelemen Skócia történetének egyik mérföldköveként kivonta a skót egyházat a yorki érsek hatalma alól. I. Vilmos skót királynak sikerült feloldatnia az országán ülő egyházi büntetést, majd Kelemen St Andrewsban engedélyezte az érsek megválasztását, aki egyedül Róma alá tartozott.

Kelemen pontifikátusa során azonban nem minden politikai ügyet tudott békésen megoldani. Igen komoly fejtörést okozott a Lateránnak II. Vilmos, szicíliai király halála, ugyanis ő volt II. Roger ágának utolsó férfi tagja. A Német-római Birodalom trónörököse, és Frigyes távollétében annak uralkodója, Henrik herceg pedig Roger egyetlen élő leszármazottjának, Konstanciának a férje volt. Ezért Vilmos halála után Henrik bejelentette igényét a szicíliai trónra. Ez a Pápai Állam végét is jelenthette, hiszen Róma akkor a császár által uralt két királyság közé ékelődött volna.

Kelemen mindenképpen el akarta kerülni a két királyság egy korona alá vonását, ezért elismerte Tankrédot Szicília királyának, aki közben törvénytelenül elfoglalta az ország trónját. A helyzetet csak súlyosbította I. Frigyes halálának híre 1190. június 10-én, ami Henriknek, mint német királynak még nagyobb hatalmat adott. A dühös uralkodó hatalmas serege élén a pápa ellen vonult, azonban Kelemen ezt már nem érte meg. 1191. március 27-én váratlanul meghalt Henrik gondját utódjára hagyva.

## Művei
- Documenta Catholica Omnia (latin nyelven). (Hozzáférés: 2011. december 6.)